# Arta (Grècia)
Arta (en grec: Άρτα) és una ciutat del nord-oest de Grècia, a la regió de l'Epir, i capital de la prefectura d'Arta. Està situada en un meandre del riu Aractos. En l'antiguitat va ser coneguda com a Ambràcia o Ampracia (grec Αμβρακία, Amvrakia). L'antic pont d'Arta sobre el riu Aractos és cèlebre. El seu castell, del segle xiii, és un dels més ben conservats de Grècia.
Va tenir dos grans períodes de prosperitat: baix Pirros al segle iii aC, i als segles xiii i xiv, durant el Despotat de l'Epir de la família dels Comnens.
La rica història romana d'Orient d'Arta pot apreciar-se en les nombrosa esglésies romanes d'Orient que té la ciutat. Potser la més coneguda sigui l'església de la Verge Santíssima del Consol, construïda cap a 1290.

## Història
La ciutat va ser independent amb un gran territori que s'estenia per la costa uns 20 km més cap a l'interior. El seu fundador llegendari fou Ambrax, fill de Tespròcia o, segons altres escriptors, per Ambràcia, filla de Augies. Fundada com a colònia de Corint amb el nom de Ampracia o Ambràcia, cap al 635 aC, en temps de Cípsel. La colònia va ser dirigida per Gorgus o Torgus o Tolgus, fill o germà de Cipsela. El va succeir com tirà el seu fill Periandre d'Ambràcia, deposat pel poble, probablement coincidint amb la mort del tirà corinti també anomenat Periandre. Va ser una ciutat pròspera que va aportar 7 naus a les guerres mèdiques, en 480 aC, i 27 naus a Corint en la seva guerra contra Corfú a 432 aC
Va seguir a Corint en la seva aliança amb Esparta a la Guerra del Peloponès. En aquesta època dominava tot el territori anomenat Amfilòquia amb la ciutat d'Argos, i totes dues eren aliades d'Acarnània. Els Amfílocs van demanar ajuda a Atenes, que va enviar una força dirigida per Formió d'Atenes que va ocupar Argos i va vendre als pobladors ambraciotes com esclaus, tornant la ciutat als Amfílocs en 432 aC.
En 430 aC, Ambràcia va tornar a atacar Argos, però va ser rebutjada. L'any següent va formar una coalició amb la tribu epirota dels Caonians i altres tribus de la regió. Dirigits pel comandant espartà Cnemos van atacar Acarnània, aliada dels Amfílocs, però van ser derrotats davant la ciutat d'Estrat.
En 426 aC, va tornar a provar de conquerir Argos però va ser derrotada, primer pel general atenenc Demòstenes i després pels acarnanis i gairebé tota la població en edat de prendre les armes va morir, pel que Ambràcia podia ser ocupada sense lluita pels atenencs, però els acarnanis es van oposar a la seva conquesta per por que els atenencs fossin pitjors veïns que els ambraciotes i es va fer un tractat de pau entre Ambràcia d'un costat i Acarnània i els Amfílocs d'un altre, amb una durada de 100 anys. Ja signat van arribar a la ciutat 300 infants corintis que anaven en ajuda de la ciutat. Durant la resta de la guerra, Ambràcia gairebé no va prendre part en la guerra, més que per enviar alguna ajuda a Siracusa, assetjada pels atenencs.
Va ser conquerida per Filip II de Macedònia i en 336 aC es va revoltar contra el seu fill Alexandre el Gran, però finalment es va sotmetre. Es va convertir en capital de l'Epir durant el regnat de Pirros, i va ser embellida i fortificada. Més tard va caure en mans de la Lliga Etòlia. Va perdre la seva importància en el segle ii aC el 189 aC fou assetjada pel cònsol romà Marc Fulvi Nobílior I, fet que va ser molt dramàtic. Es va signar la pau i els romans van poder entrar a la ciutat, de la qual es van emportar les obres d'art. Va quedar deshabitada definitivament després de la fundació de Nicòpolis (fundada en commemoració de la victòria de batalla d'Àccium, en 31 aC), per August, on van ser traslladats els seus habitants.
La ciutat va ser fundada per segona vegada durant l'Imperi Romà d'Orient, probablement al segle x, amb el nom d'Arta. Va ser capital del Despotat de l'Epir. Forma part de l'actual Estat grec des de 1881. Arta fou assetjada i gairebé destruïda durant la Guerra d'independència de Grècia.

## Fills il·lustres
- Konstadinos Karapanos (1840-1914), banquer, polític i arqueòleg.